# Bleheto (Ort)
Bleheto ist eine osttimoresische Siedlung im Suco Mulo (Verwaltungsamt Hato-Udo, Gemeinde Ainaro).
Die Siedlung besteht aus einigen Häusern, die sich an drei Überlandstraßen gruppieren, die aus Maubisse, Hatu-Builico und der Gemeinde Ermera kommen und in der Aldeia Bleheto aufeinandertreffen. Der Ort liegt auf einer Meereshöhe von 2105 m. Östlich schließt sich der Ort Queorema an, westlich der Ort Laqueco. Sie gehören zum Suco Nuno-Mogue.